# Enrico Iannelli
Enrico Iannelli, citato nelle pubblicazioni anche come Enrico Jannelli (Bari, 11 novembre 1957 – Bari, 19 novembre 2019), è stato un matematico italiano, professore di analisi matematica all'Università degli Studi di Bari Aldo Moro.

## Biografia
Figlio di Giuseppe e di Adele Fumelli Monti, dopo il conseguimento della maturità presso il Liceo Scientifico "Enrico Fermi" di Bari, fu ammesso nel 1975 al corso ordinario di matematica della Scuola Normale Superiore di Pisa.
Si laureò nel 1979 nell'Università di Pisa, sotto la supervisione di Sergio Spagnolo, conseguendo insieme il diploma di licenza della Scuola Normale Superiore.
Insegnò Analisi Matematica nel 1984 presso l'Università di Potenza, nel 1987 fu professore ordinario di Istituzioni di Matematiche nella facoltà di Scienze dell'Università di Lecce.
Nel 1991 ricoprì la cattedra di Istituzioni di Matematiche presso l’Università di Bari e poi, dal 1996, quella di Istituzioni di Analisi Superiore nella stessa università; dal 1999 al 2019 ricoprì la carica di presidente del corso di laurea in matematica.
I suoi più importanti studi e risultati sono nel campo della teoria delle equazioni differenziali alle derivate parziali.
In particolare, ha studiato problemi per equazioni e sistemi iperbolici e per equazioni ellittiche non lineari.
Nel campo dei problemi iperbolici sono di particolare rilievo i risultati ottenuti in alcuni studi degli anni ottanta del XX secolo pubblicati insieme con Sergio Spagnolo e con Ferruccio Colombini.
Nel campo dei problemi per equazioni ellittiche non lineari i principali risultati sono contenuti in alcuni studi degli anni novanta pubblicati con Donato Fortunato.

## Riconoscimenti e affiliazioni
Invited speaker in numerosi congressi scientifici internazionali, fu socio  della Unione Matematica Italiana dal 1979.
L'Università degli Studi di Bari "Aldo Moro" ha istituito un concorso pubblico per l’assegnazione di un premio di tesi di dottorato intitolato alla sua memoria.

## Pubblicazioni
- (con F. Colombini, S. Spagnolo), Well-posedness in the Gevrey classes of the Cauchy problem for a nonstrictly hyperbolic equation with coefficients depending on time, Annuario Scuola Normale Superiore Pisa Cl. Sci. (4), 10 (1983), no. 2, 291–312.
- Gevrey well-posedness for a class of weakly hyperbolic equations, J. Math. Kyoto Univ. 24 (1984), no. 4, 763–778.
- The energy method for a class of hyperbolic equations, Accademia Nazionale dei Lincei, 79 (5) (1985), 113 - 120.
- (con D. Fortunato), Infinitely many solutions for some nonlinear elliptic problems in symmetrical domains, in Proceedings of the Royal Society of Edinburgh, Section A: Mathematics, 105 (1987), no. 1, 205-213
- (con F. Colombini, S. Spagnolo), Non-uniqueness in hyperbolic Cauchy problems, in Ann. of Math. (2) 126 (1987), no. 3, 495–524.
- On the symmetrization of the principal symbol of hyperbolic equations, in Comm. Partial Differential Equations 14 (1989), no. 12, 1617–1634.
- (con D.E. Edmunds, D. Fortunato), Critical exponents, critical dimensions and the biharmonic operator, in Arch. Rational Mech. Anal. 112 (1990), no. 3, 269–289.
- The role played by space dimension in elliptic critical problems,  in Journal of Differential Equations,  156 (1999), no. 2, 407-426
- Critical behavior for the polyharmonic operator with Hardy potential, in Nonlinear Analysis 119 (2015), 443–456.